# Gran Premio de Japón de Motociclismo de 2000
El Gran Premio de Japón de Motociclismo de 2000 fue la tercera prueba del Campeonato del Mundo de Motociclismo de 2000. Tuvo lugar en el fin de semana del 7 al 9 de abril de 2000 en el Circuito de Suzuka, situado en Suzuka, Prefectura de Mie, Japón. La carrera de 500cc fue ganada por Norick Abe, seguido de Kenny Roberts, Jr. y Tadayuki Okada. Daijiro Kato ganó la prueba de 250cc, por delante de Tohru Ukawa y Shinya Nakano. La carrera de 125cc fue ganada por Youichi Ui, Noboru Ueda fue segundo y Masao Azuma tercero.

## Resultados 500cc
| Pos. | N.º | Piloto              | Constructor | Vueltas | Tiempo    | Parrilla | Pts. |
| ---- | --- | ------------------- | ----------- | ------- | --------- | -------- | ---- |
| 1    | 6   | Norick Abe          | Yamaha      | 21      | 45:16.657 | 8        | 25   |
| 2    | 2   | Kenny Roberts, Jr.  | Suzuki      | 21      | +0.279    | 1        | 20   |
| 3    | 8   | Tadayuki Okada      | Honda       | 21      | +1.912    | 7        | 16   |
| 4    | 9   | Nobuatsu Aoki       | Suzuki      | 21      | +2002     | 12       | 13   |
| 5    | 7   | Carlos Checa        | Yamaha      | 21      | +2.530    | 9        | 11   |
| 6    | 1   | Àlex Crivillé       | Honda       | 21      | +2.678    | 10       | 10   |
| 7    | 10  | Alex Barros         | Honda       | 21      | +4.213    | 14       | 9    |
| 8    | 99  | Jeremy McWilliams   | Aprilia     | 21      | +4.902    | 5        | 8    |
| 9    | 24  | Garry McCoy         | Yamaha      | 21      | +15.471   | 11       | 7    |
| 10   | 19  | Akira Ryo           | Suzuki      | 21      | +15.662   | 3        | 6    |
| 11   | 46  | Valentino Rossi     | Honda       | 21      | +29.785   | 13       | 5    |
| 12   | 65  | Loris Capirossi     | Honda       | 21      | +42.069   | 6        | 4    |
| 13   | 17  | Jurgen vd Goorbergh | TSR-Honda   | 21      | +48.774   | 16       | 3    |
| 14   | 55  | Régis Laconi        | Yamaha      | 21      | +58.022   | 15       | 2    |
| 15   | 11  | José David de Gea   | Modenas     | 21      | +1:22.141 | 19       | 1    |
| 16   | 15  | Yoshiteru Konishi   | TSR-Honda   | 21      | +1:22.247 | 21       |      |
| 17   | 22  | Sébastien Gimbert   | Honda       | 21      | +1:22.523 | 20       |      |
| 18   | 12  | Shane Norval        | Honda       | 20      | +1 Vuelta | 22       |      |
| Ret  | 5   | Sete Gibernau       | Honda       | 20      | Accidente | 4        |      |
| Ret  | 4   | Max Biaggi          | Yamaha      | 10      | Accidente | 2        |      |
| Ret  | 31  | Tetsuya Harada      | Aprilia     | 8       | Retirado  | 17       |      |
| Ret  | 25  | José Luis Cardoso   | Honda       | 4       | Retirado  | 18       |      |

- Pole position: Kenny Roberts, Jr., 2:06.679
- Vuelta Rápida: Kenny Roberts, Jr., 2:08.304

## Resultados 250cc
| Pos. | N.º | Piloto             | Constructor | Vueltas | Tiempo        | Parrilla | Pts. |
| ---- | --- | ------------------ | ----------- | ------- | ------------- | -------- | ---- |
| 1    | 74  | Daijirō Katō       | Honda       | 19      | 41:00.361     | 1        | 25   |
| 2    | 4   | Tōru Ukawa         | Honda       | 19      | +0.129        | 4        | 20   |
| 3    | 56  | Shinya Nakano      | Yamaha      | 19      | +0.231        | 3        | 16   |
| 4    | 19  | Olivier Jacque     | Yamaha      | 19      | +15.009       | 2        | 13   |
| 5    | 13  | Marco Melandri     | Aprilia     | 19      | +41.325       | 8        | 11   |
| 6    | 14  | Anthony West       | Honda       | 19      | +53.261       | 14       | 10   |
| 7    | 21  | Franco Battaini    | Aprilia     | 19      | +53.627       | 11       | 9    |
| 8    | 49  | Osamu Miyazaki     | Yamaha      | 19      | +53.746       | 9        | 8    |
| 9    | 48  | Shin'ichi Nakatomi | Honda       | 19      | +59.737       | 13       | 7    |
| 10   | 50  | Nobuyuki Ōsaki     | Yamaha      | 19      | +1:00.249     | 5        | 6    |
| 11   | 37  | Luca Boscoscuro    | Aprilia     | 19      | +1:00.344     | 18       | 5    |
| 12   | 9   | Sebastián Porto    | Yamaha      | 19      | +1:04.338     | 12       | 4    |
| 13   | 26  | Klaus Nöhles       | Aprilia     | 19      | +1:12.660     | 29       | 3    |
| 14   | 32  | Tarō Sekiguchi     | Yamaha      | 19      | +1:12.899     | 10       | 2    |
| 15   | 66  | Alex Hofmann       | Aprilia     | 19      | +1:13.434     | 23       | 1    |
| 16   | 24  | Jason Vincent      | Aprilia     | 19      | +1:14.678     | 22       |      |
| 17   | 47  | Tekkyū Kayō        | TSR-Honda   | 19      | +1:17.496     | 21       |      |
| 18   | 16  | Johan Stigefelt    | TSR-Honda   | 19      | +1:24.131     | 19       |      |
| 19   | 18  | Shahrol Yuzy       | Yamaha      | 19      | +1:25.829     | 15       |      |
| 20   | 51  | Daisaku Sakai      | Honda       | 19      | +1:37.117     | 20       |      |
| 21   | 41  | Jarno Janssen      | TSR-Honda   | 19      | +1:45.687     | 28       |      |
| 22   | 10  | Fonsi Nieto        | Yamaha      | 19      | +1:45.757     | 27       |      |
| 23   | 42  | David Checa        | TSR-Honda   | 19      | +2:08.832     | 30       |      |
| Ret  | 44  | Roberto Rolfo      | TSR-Honda   | 9       | Retirado      | 31       |      |
| Ret  | 11  | Ivan Clementi      | Aprilia     | 7       | Accidente     | 25       |      |
| Ret  | 6   | Ralf Waldmann      | Aprilia     | 4       | Accidente     | 6        |      |
| Ret  | 77  | Jamie Robinson     | Aprilia     | 3       | Retirado      | 26       |      |
| Ret  | 15  | Adrian Coates      | Aprilia     | 2       | Accidente     | 16       |      |
| Ret  | 30  | Alex Debón         | Aprilia     | 0       | Accidente     | 17       |      |
| DSQ  | 8   | Naoki Matsudo      | Yamaha      |         | Descalificado | 7        |      |
| DNS  | 25  | Vincent Philippe   | TSR-Honda   |         | No corrió     | 24       |      |
| DNS  | 54  | David García       | Aprilia     |         | No corrió     | 32       |      |
| DNS  | 12  | Mike Baldinger     | Yamaha      |         | No corrió     | 33       |      |

- Pole position: Daijiro Kato, 2:07.987
- Vuelta Rápida: Shinya Nakano, 2:08.581

## Resultados 125cc
| Pos. | N.º | Piloto             | Constructor | Vueltas | Tiempo      | Parrilla | Pts. |
| ---- | --- | ------------------ | ----------- | ------- | ----------- | -------- | ---- |
| 1    | 41  | Yōichi Ui          | Derbi       | 18      | 41:04.264   | 1        | 25   |
| 2    | 5   | Noboru Ueda        | Honda       | 18      | +7.848      | 2        | 20   |
| 3    | 3   | Masao Azuma        | Honda       | 18      | +8.667      | 12       | 16   |
| 4    | 23  | Gino Borsoi        | Aprilia     | 18      | +18.623     | 5        | 13   |
| 5    | 1   | Emilio Alzamora    | Honda       | 18      | +20.881     | 13       | 11   |
| 6    | 26  | Ivan Goi           | Honda       | 18      | +21.329     | 9        | 10   |
| 7    | 55  | Hideyuki Nakajō    | Honda       | 18      | +22.707     | 11       | 9    |
| 8    | 21  | Arnaud Vincent     | Aprilia     | 18      | +22.731     | 10       | 8    |
| 9    | 56  | Yūzō Fujioka       | Honda       | 18      | +22.958     | 8        | 7    |
| 10   | 12  | Randy De Puniet    | Aprilia     | 18      | +23.261     | 7        | 6    |
| 11   | 22  | Pablo Nieto        | Derbi       | 18      | +41.116     | 21       | 5    |
| 12   | 51  | Marco Petrini      | Aprilia     | 18      | +41.157     | 23       | 4    |
| 13   | 17  | Steve Jenkner      | Honda       | 18      | +41.952     | 28       | 3    |
| 14   | 57  | Hiroyuki Kikuchi   | Honda       | 18      | +44.027     | 20       | 2    |
| 15   | 58  | Katsuji Uezu       | Yamaha      | 18      | +48.081     | 17       | 1    |
| 16   | 35  | Reinhard Stolz     | Honda       | 18      | +57.807     | 29       |      |
| 17   | 18  | Toni Elías         | Honda       | 18      | +58.792     | 18       |      |
| 18   | 53  | William De Angelis | Aprilia     | 18      | +59.182     | 27       |      |
| 19   | 11  | Max Sabbatani      | Honda       | 18      | +59.503     | 22       |      |
| 20   | 10  | Adrián Araujo      | Honda       | 18      | +1:44.115   | 30       |      |
| Ret  | 16  | Simone Sanna       | Aprilia     | 15      |             | 15       |      |
| Ret  | 4   | Roberto Locatelli  | Aprilia     | 15      |             | 3        |      |
| Ret  | 39  | Jaroslav Huleš     | Italjet     | 12      |             | 19       |      |
| Ret  | 9   | Lucio Cecchinello  | Honda       | 8       |             | 4        |      |
| Ret  | 59  | Shinichi Sugaya    | Yamaha      | 8       |             | 26       |      |
| Ret  | 24  | Leon Haslam        | Italjet     | 3       |             | 25       |      |
| Ret  | 8   | Gianluigi Scalvini | Aprilia     | 2       |             | 6        |      |
| Ret  | 32  | Mirko Giansanti    | Honda       | 2       |             | 14       |      |
| Ret  | 29  | Ángel Nieto Jr     | Honda       | 1       |             | 16       |      |
| Ret  | 15  | Alex De Angelis    | Honda       | 0       |             | 24       |      |
| DNQ  | 54  | Manuel Poggiali    | Derbi       |         | No calificó |          |      |

- Pole position: Youichi Ui, 2:14.975
- Vuelta Rápida: Roberto Locatelli, 2:15.406